# Conjecture de Willmore
En géométrie différentielle, la conjecture de Willmore fournit la valeur de la borne inférieure de l'énergie de Willmore d'un tore. Elle tire son nom du mathématicien anglais Thomas Willmore, qui l'a proposée en 1965. Une démonstration a été annoncée en 2012 puis publiée en 2014 par Fernando Codá Marques et André Neves,.

## Énergie de Willmore
Soit {\displaystyle v:M\to \mathbb {R} ^{3}} une immersion lisse d'une surface compacte et orientable. On munit {\displaystyle M} de la métrique riemannienne induite par {\displaystyle v}. Soit {\displaystyle H:M\to \mathbb {R} }   la courbure moyenne (moyenne arithmétique des courbures principales {\displaystyle K_{1}} et {\displaystyle K_{2}} en chaque point). L’énergie de Willmore {\displaystyle W(M)} est par définition :
{\displaystyle }{\displaystyle W(M)=\int _{M}H^{2}\,dS}.
Il n’est pas difficile de prouver que l’énergie de Willmore vérifie {\displaystyle W(M)\geq 4\pi } , avec égalité si et seulement si {\displaystyle v(M)} une sphère.

## La conjecture
Le calcul de {\displaystyle W(M)} dans quelques cas particuliers suggère qu’il devrait exister une meilleure borne que {\displaystyle W(M)\geq 4\pi } pour les surfaces de genre {\displaystyle g(M)>0}. En particulier, le calcul de {\displaystyle W(M)} pour des tores présentant diverses symétries a amené Willmore à proposer en 1965 la conjecture suivante, qui porte désormais son nom :
Conjecture de Willmore — Pour tout tore {\displaystyle M} immergé dans {\displaystyle \mathbb {R} ^{3}}, on an {\displaystyle W(M)\geq 2\pi ^{2}}.
En 1982, Peter Wai-Kwong Li et Shing-Tung Yau ont prouvé la conjecture dans le cas non immergé, en montrant que si {\displaystyle f:\Sigma \to \mathbb {R} ^{3}} est une immersion d'une surface compacte, qui n'est pas un plongement, alors {\displaystyle W(M)\geq 8\pi }.
En 2012, Fernando Codá Marques et André Neves ont prouvé la conjecture en utilisant la théorie mini-max Almgren-Pitts des surfaces minimales,. Martin Ulrich Schmidt avait annoncé une preuve en 2002 mais son texte n’a pas été publié. Avant la preuve de Marques et Neves, la conjecture de Willmore avait déjà été prouvée dans des cas particuliers, comme les tores à section circulaire par Willmore lui-même, et les tores de révolution par Langer et Singer.